# Koronowo (Barczewo)
Koronowo ist ein Ort in der polnischen Woiwodschaft Ermland-Masuren. Er gehört zur Gmina Barczewo (Stadt-und-Land-Gemeinde Wartenburg in Ostpreußen) im Powiat Olsztyński (Kreis Allenstein).

## Geographische Lage
Koronowo liegt im Westen der Woiwodschaft Ermland-Masuren, 23 Kilometer nordöstlich der Kreis- und Woiwodschaftshauptstadt Olsztyn (deutsch Allenstein).

## Geschichte
Über die Geschichte von Koronowo vor 1945 liegen keine Belege vor, auch nicht, ob und welche deutsche Bezeichnung der Ort hatte. Es ist möglich, dass Koronowo erst  nach 1945 entstanden ist.
Der Ort ist heute Teil des Sołectwo (= „Schulzenamt“) Ramsówko (Klein Ramsau) und gehört somit zur Stadt-und-Land-Gemeinde Barczewo (Wartenburg i. Ostpr.) im Powiat Olsztyński (Kreis Allenstein).

## Kirche
Evangelischerseits wird Koronowo zur Christus-Erlöser-Kirche Olsztyn in der Diözese Masuren der Evangelisch-Augsburgischen Kirche in Polen gehören, römisch-katholischerseits zur Pfarrei in Ramsowo (Groß Ramsau) im Erzbistum Ermland.

## Verkehr
Koronowo ist von Ramsówko aus auf direktem Wege zu erreichen. Eine Bahnanbindung existiert nicht.